# لي غاردنر
لي غاردنر (بالإنجليزية: Lee Gardner)‏ (11 يوليو 1970 بآير في المملكة المتحدة - ) هو لاعب كرة قدم بريطاني في مركز الوسط. لعب مع أكسفورد يونايتد ونادي أبردين ونادي بريتشين سيتي ونادي أردريونيانز ونادي ألوا أثليتيك ونادي اربوراث ونادي ألبيون روفرز ونادي آير يونايتد ونادي ليفينغستون لكرة القدم ونادي كلايدبانك ‏.

## وصلات خارجية
- لي غاردنر على موقع قاعدة بيانات كرة القدم.إي يو (الإنجليزية)